# Leucopogon yorkensis
Leucopogon yorkensis är en ljungväxtart som beskrevs av L. Pedley. Leucopogon yorkensis ingår i släktet Leucopogon och familjen ljungväxter. Inga underarter finns listade i Catalogue of Life.